# لا پورته (ایندیانا)
لا پورته، ایندیانا (به انگلیسی: La Porte, Indiana) یک شهر در ایالات متحده آمریکا با جمعیت ۲۲٬۰۵۳ نفر است که در شهرستان لاپورته، ایندیانا واقع شده‌است.
لا پورته، ایندیانا شهری در شمال غربی ایالت ایندیانا در ایالات متحده آمریکاست. این شهر در محدوده مجتمع شهری شیکاگو واقع شده و جمعیتی بیش از ۲۲٬۵۰۰ نفر دارد.
لا پورته در سال ۱۸۳۲ تأسیس شد و در آغاز به عنوان یک مرکز تجاری برای حمل و نقل کالاها بین دریاچه میشیگان و رودخانه سانت جوزف بود. در دهه‌های بعد، با توسعه سیستم قطار، شهر به یک مرکز تولید صنعتی برای فولاد و آهن شناخته شد.
لا پورته امروزه یک شهر صنعتی و تجاری مزده با بسیاری از شرکت‌های بزرگ مانند Ford Motor Company, Alcoa, ArcelorMittal، و UPS است. همچنین این شهر دارای دانشگاه پوردو هسته لا پورته است که یکی از برترین دانشگاه‌های مهندسی در ایالات متحده است.
لا پورته از لحاظ تفریحی نیز جاذبه‌های گردشگری زیادی دارد. از جمله دیدنی‌های این شهر می‌توان به پارک‌های طبیعی مانند Indiana Dunes National Park و کاخ واحد اشاره کرد. لا پورته همچنین میزبان بسیاری از رویدادهای فرهنگی و هنری مانند جشنواره موسیقی Jazz Fest و مسابقات پرش با اسکیت در پارک شهری لا پورته است.
لا پورته به دلیل واقع شدن در نزدیکی دریاچه میشیگان نیز دارای فعالیت‌های آبی مانند شنا، کایاک و کانوئینگ است. همچنین این شهر دارای بیش از ۲۰ پارک مختلف است که فضایی مناسب برای گردش و تفریح دارند.
لا پورته همچنین دارای تاریخی بودن بسیاری از ساختمان‌ها است؛ مثلاً ساختمان بوردمن هتل یکی از محبوب‌ترین ساختمان‌های تاریخی شهر است که در سال ۱۹۲۵ تأسیس شده و امروزه به عنوان یک مجتمع خدماتی و اداری مورد استفاده قرار می‌گیرد.
لا پورته همچنین دارای تیم‌های ورزشی حرفه‌ای مانند بیسبال و بسکتبال است. تیم‌های محبوب لا پورته شامل South Bend Cubs و Fort Wayne Mad Ants می‌شوند.
در کل، لا پورته شهری پویا و پر از انواع فعالیت‌های اقتصادی، فرهنگی و تفریحی است که جاذبه خوبی برای بازدیدکنندگان و مسافران است.
همچنین در لا پورته میراث فرهنگی بسیار غنی وجود دارد. موزه‌هایی مانند موزه بحران اقتصادی، موزه کشتی‌های جنگ جهانی دوم و موزه تاریخی لا پورته از جمله موزه‌هایی هستند که در این شهر قرار دارند. همچنین محل تاریخی Fort La Porte، که در طول جنگ بین آمریکا و انگلیس به کار گرفته شد، نیز یک جاذبه گردشگری مهم در این شهر است.
لا پورته دارای دو فرودگاه بین‌المللی است، فرودگاه بین‌المللی شیکاگو و فرودگاه بین‌المللی ساوت بند شیکاگو، که به راحتی از این شهر قابل دسترسی هستند.
لا پورته با فاصله کمی از شهرهای بزرگ دیگری مانند شیکاگو و ایندیاناپولیس واقع شده‌است، به همین دلیل این شهر به عنوان یک شهر جایگزینی برای زندگی در شهرهای بزرگ معروف است.
در کل، لا پورته با داشتن امکانات غنی و جاذبه‌های متعدد، به عنوان یک شهر صنعتی و تجاری مزده و همچنین مکانی برای تفریح، گردش و زندگی معروف است.